# Thea
Thea of Tea is een meisjesnaam.
De naam is een afleiding van Dorothea, Theodora of Matthea.
De naam Theodora is de vrouwelijk variant van Theodorus (met de betekenis "geschenk van God") of afgeleid van Theofiel ("vriend van God"). De mannelijke afkorting van deze namen is Theo.

## Bekende naamdraagsters
- Thea Austin, ex-lid van de rapgroep Snap!
- Thea Beckman, een Nederlandse schrijfster
- Thea Dekker, vrouw van Jules de Corte
- Thea Dubelaar, een Nederlandse schrijfster
- Thea Fierens, lid van de PvdA
- Thea Gerard, een Haagse kunstenares van Indonesische afkomst
- Thea Limbach, een Nederlandse schaatsster
- Thea Moear, een Nederlandse crimineel
- Thea Streiner, pseudoniem van Hugo Claus
- Thea van Dalen-Schiphorst, lid van CDA
- Tea Bosboom-Lanchava, een grootmeester in schaken van Georgische afkomst
- Thea Witteveen, een Nederlands schrijfster

## Ficitieve naamdraagsters
- Helft van het komische duo Theo en Thea

## Televisie
- Thea (televisieserie), een Amerikaanse televisieserie uit 1993-1994